# 歐洲粉蝶
歐洲粉蝶（学名：Pieris brassicae），是鳞翅目粉蝶科中的一種蝴蝶，又称为大菜粉蝶、甘蓝粉蝶或大白蝶，其幼虫俗称甘蓝毛虫。它是一种寡食性害虫，主要危害十字花科植物，包括白菜、花椰菜、西兰花、甘蓝等。

## 特徵
歐洲粉蝶雄蝶的上面是奶白色的。前翅基部及沿肋脈有黑色斑點，第二翅脈頂端及末端呈黑色，一些標本在第三間隙有窄身的黑點。後翅基部也是黑色的，頂端前有一大的黑點。前翅底白色，基部及沿肋脈有黑色鱗片，頂端呈淺赭褐色，第一間隙外半有一大黑點，第三間隙基部也有黑點。後翅底呈淺赭褐色，有密集的黑色鱗片。觸角黑色，頂端白色。頭部、口器及腹部黑色，有一些白毛。
雌蝶的前翅與雄蝶的接近，但基部的黑色鱗片較長。頂端及末端的黑色範圍較闊，內緣較直。在第一間隙的黑點較大及明顯，在第三間隙有另一個黑點。後翅頂端下的黑點較大及明顯。翅底頂端及後翅底都是呈赭黃色，而非像雄蝶的赭褐色。前翅底的遠端黑點也較大。觸角、頭部、口器及腹部都像雄蝶。

## 分佈
歐洲粉蝶分佈在歐洲、北非及亞洲至喜馬拉雅山的農地、草原及公園。牠們可以飛得很遠，如歐洲的群落就於近年遷徙到英國去。在美國的紐約、羅得島及緬因州都指曾見到歐洲粉蝶，但都可能是意外帶到當地或放生的，並影響著將它們引入的計劃。

## 生命周期
雌蝶會在蕓薹屬上產卵，每次會產20-100顆黃色的卵。毛蟲呈黃綠色，有黃線及黑點。低龄幼虫喜欢聚集于叶背啃食叶肉，随着龄期增长逐渐分散成小群，大量啃食叶片，严重时甚至会食光叶片，并将粪便排泄在叶片之间，导致菜株腐烂。它們會分泌出難吃的化學物質，以避過掠食者。有指這些物質其實是其食物內葡萄糖异硫氰酸盐所產生的芥子油，不過毛蟲本身卻會壓抑芥子油的生成。紋白蝶絨繭蜂會攻擊雛生的毛蟲。蛹呈黃綠色，有黑點。它們會成蛹來過冬。每年會出生兩次，頭一次於5月及6月，第二次則在8月。

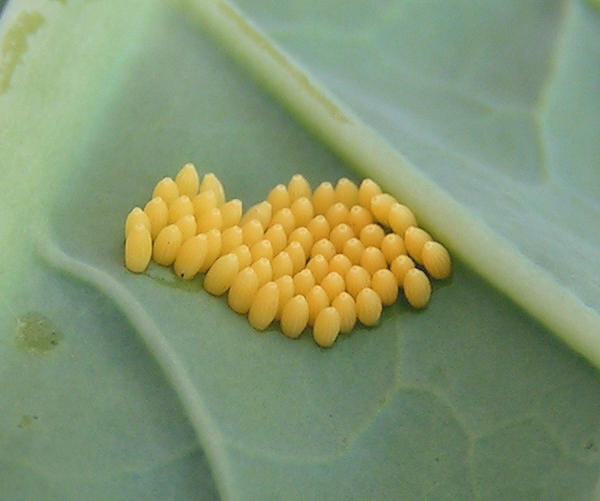
卵
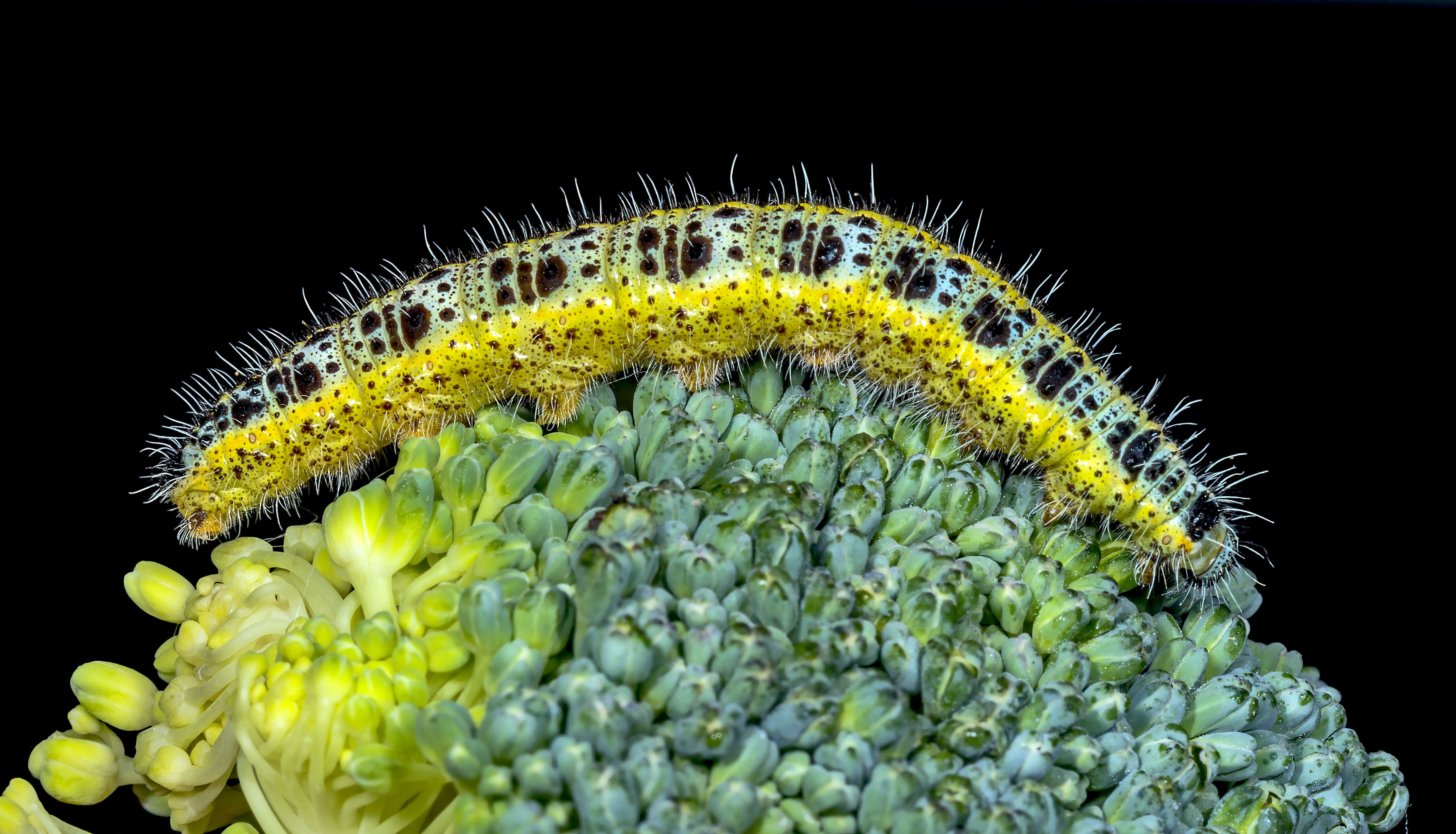
幼蟲
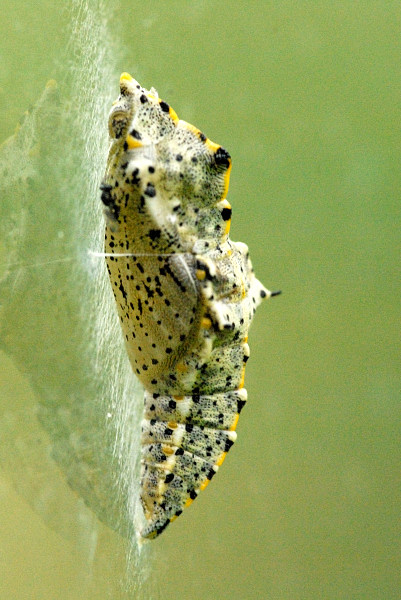
蛹
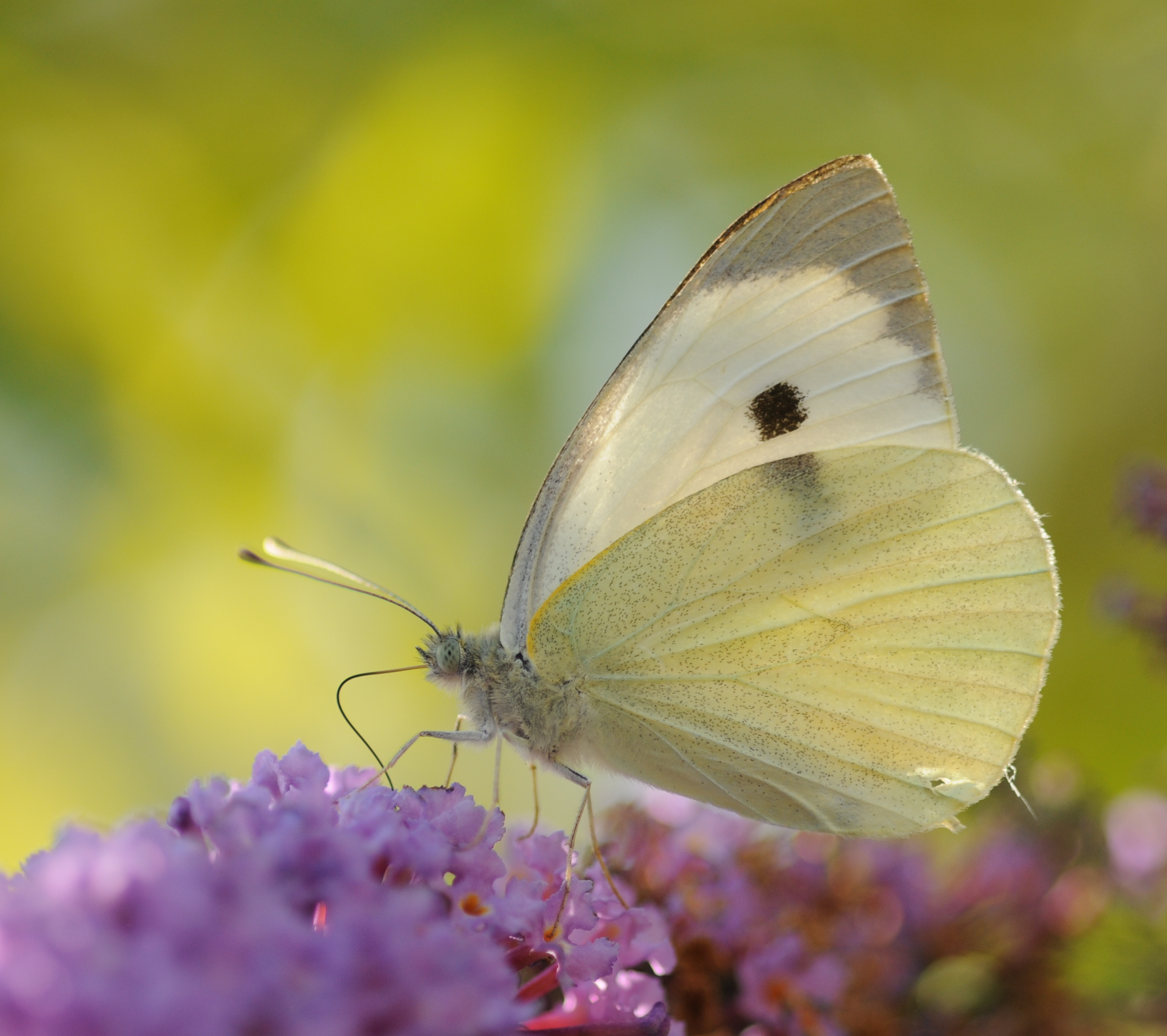
成蟲